# Акаа
А́каа (фин. Akaa, швед. Ackas) — город на юго-западе центральной части Финляндии, в провинции Пирканмаа. Акаа был образован 1 января 2007 года, когда муниципалитеты Тойяла и Вийала были объединены в один муниципалитет. 1 января 2011 года к Акаа присоединился также муниципалитет Кюльмякоски. Площадь Акаа составляет 314,38 км².
Город расположен в 42 км от Тампере, 130 км от Турку, 115 км от Лахти и 142 км от Хельсинки.

## Население
По данным на 2012 год население Акаа составляет 16 408 человек. Плотность населения муниципалитета — 58,57 чел/км². Официальный язык — финский, родной для 98,4 % населения муниципалитета. 0,2 % Акаа считает родным языком шведский и 1,4 % — другие языки. Доля населения в возрасте младше 15 лет составляет 19,3 %; населения старше 65 лет — 17,2 %.

## Известные уроженцы
- Яркко Ахола — финский рок-музыкант
- Харри Холкери — финский политический деятель, премьер-министр Финляндии (1987—1991)
- Аймо Лахти — известный финский конструктор стрелкового оружия

## Города-побратимы
- Халльсберг, Швеция
- Санне, Норвегия
- Тапа, Эстония

## Галерея

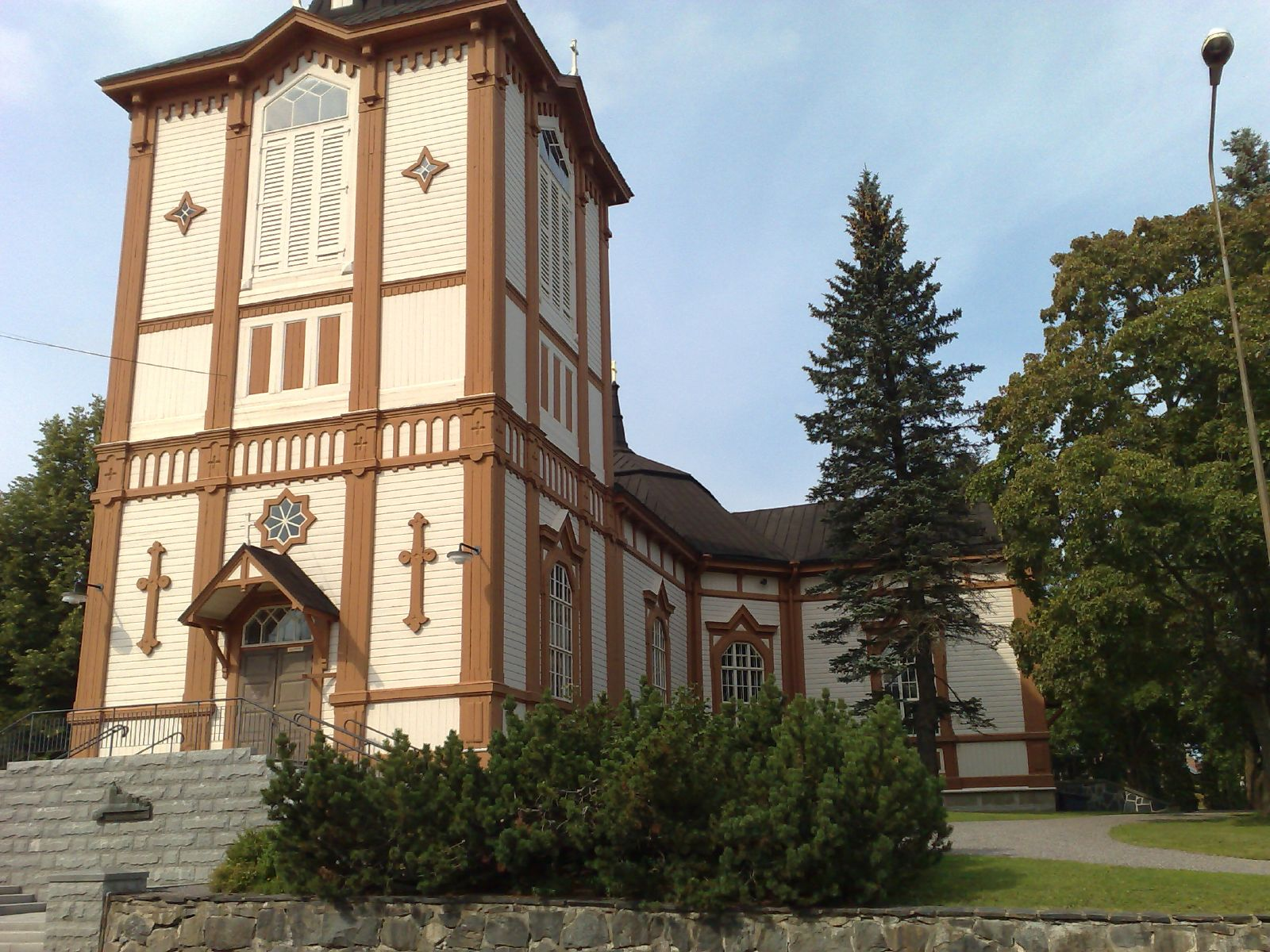
Старая церковь в Тойяла
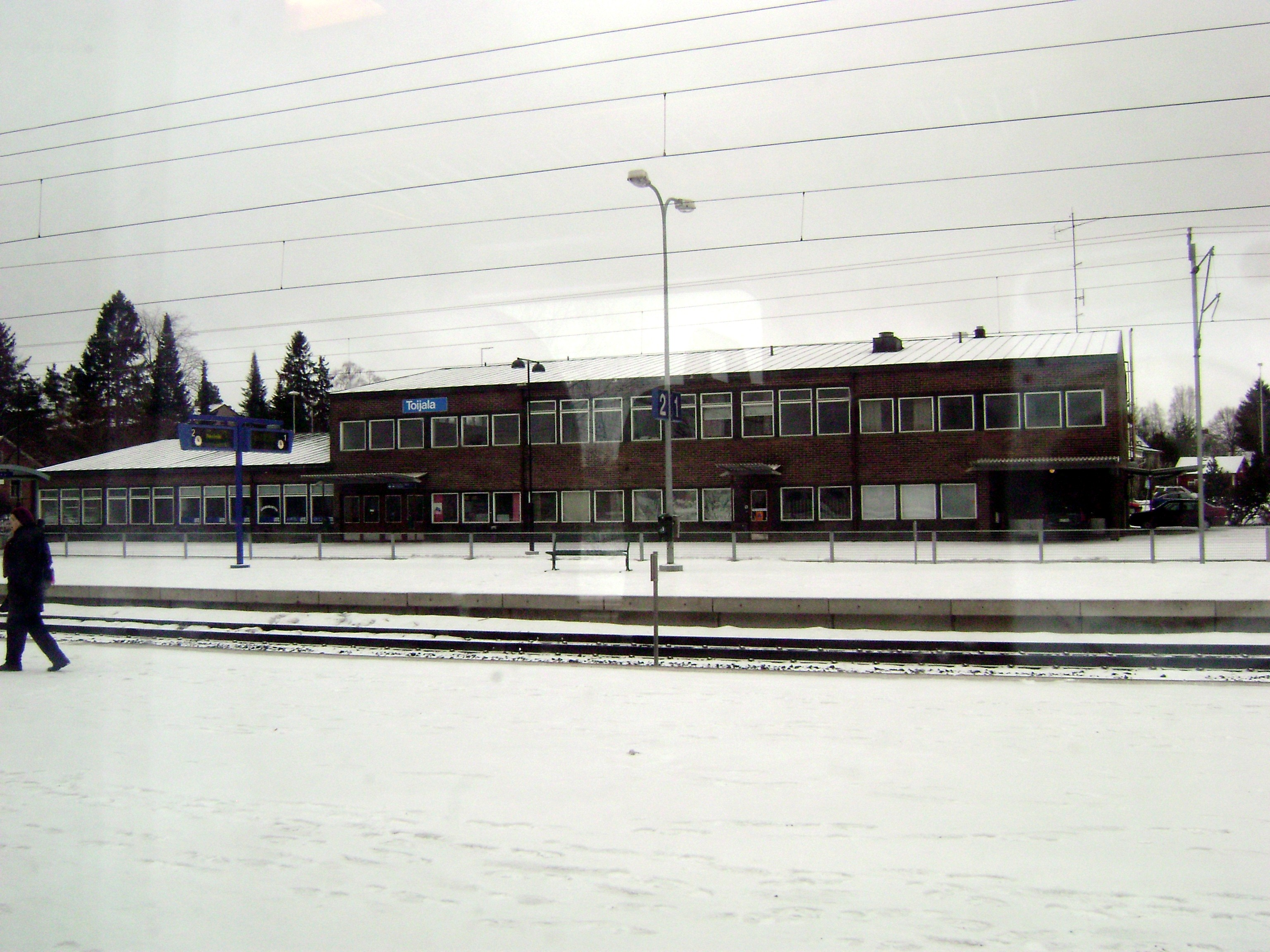
Железнодорожная станция Тойяла
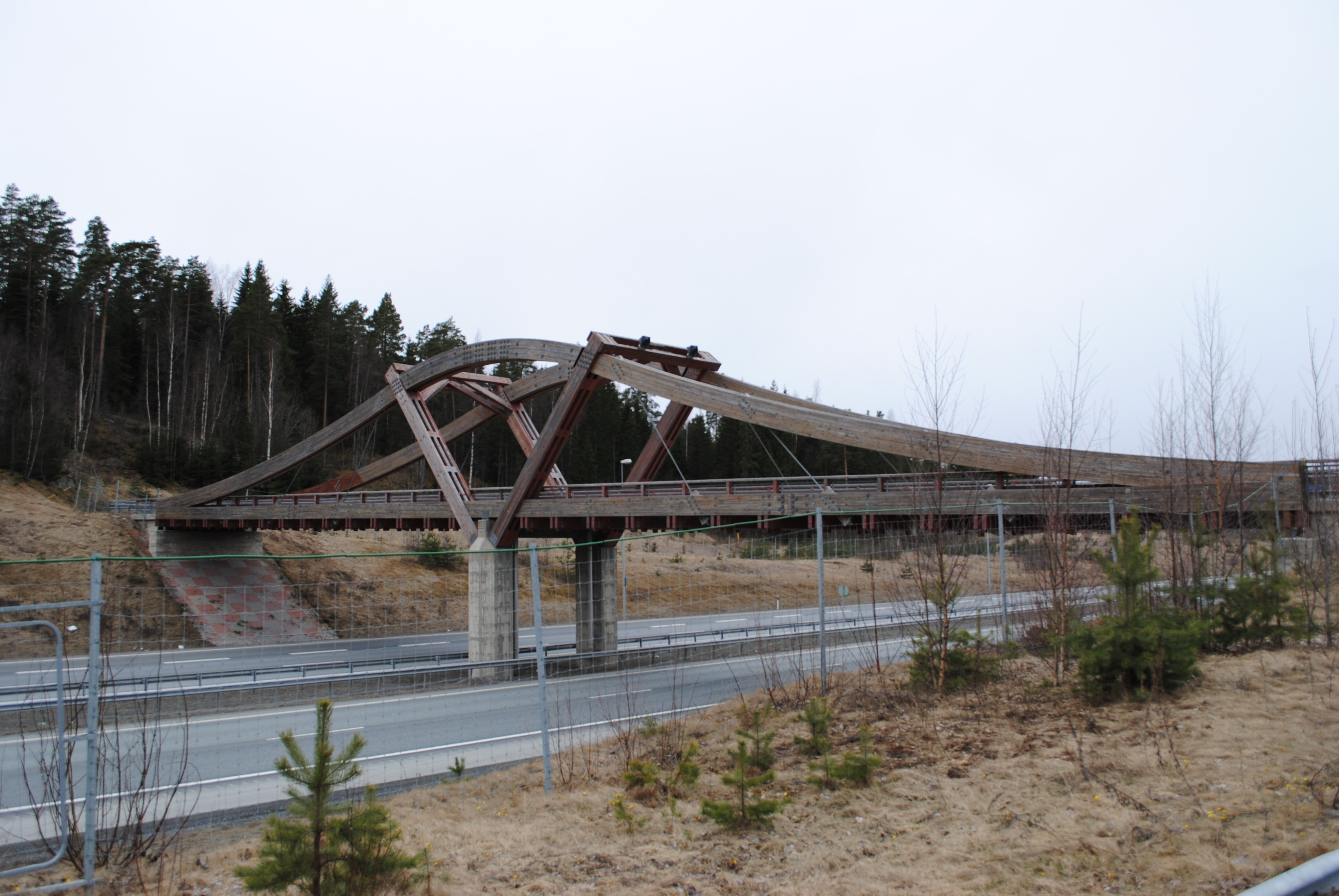
Деревянный пешеходный мост через трассу № 3
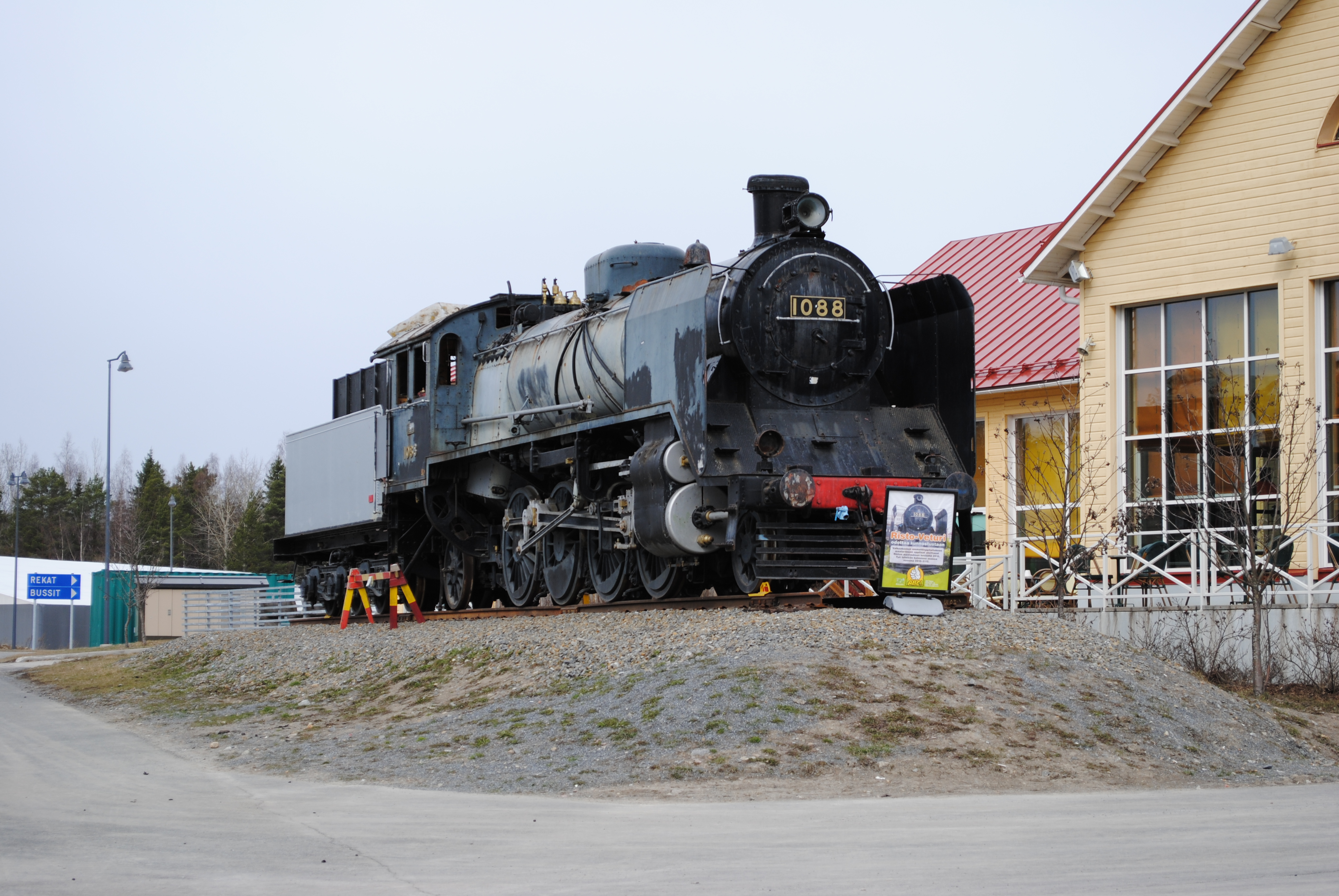
Локомотив VR Class Tr1 в Тойяла
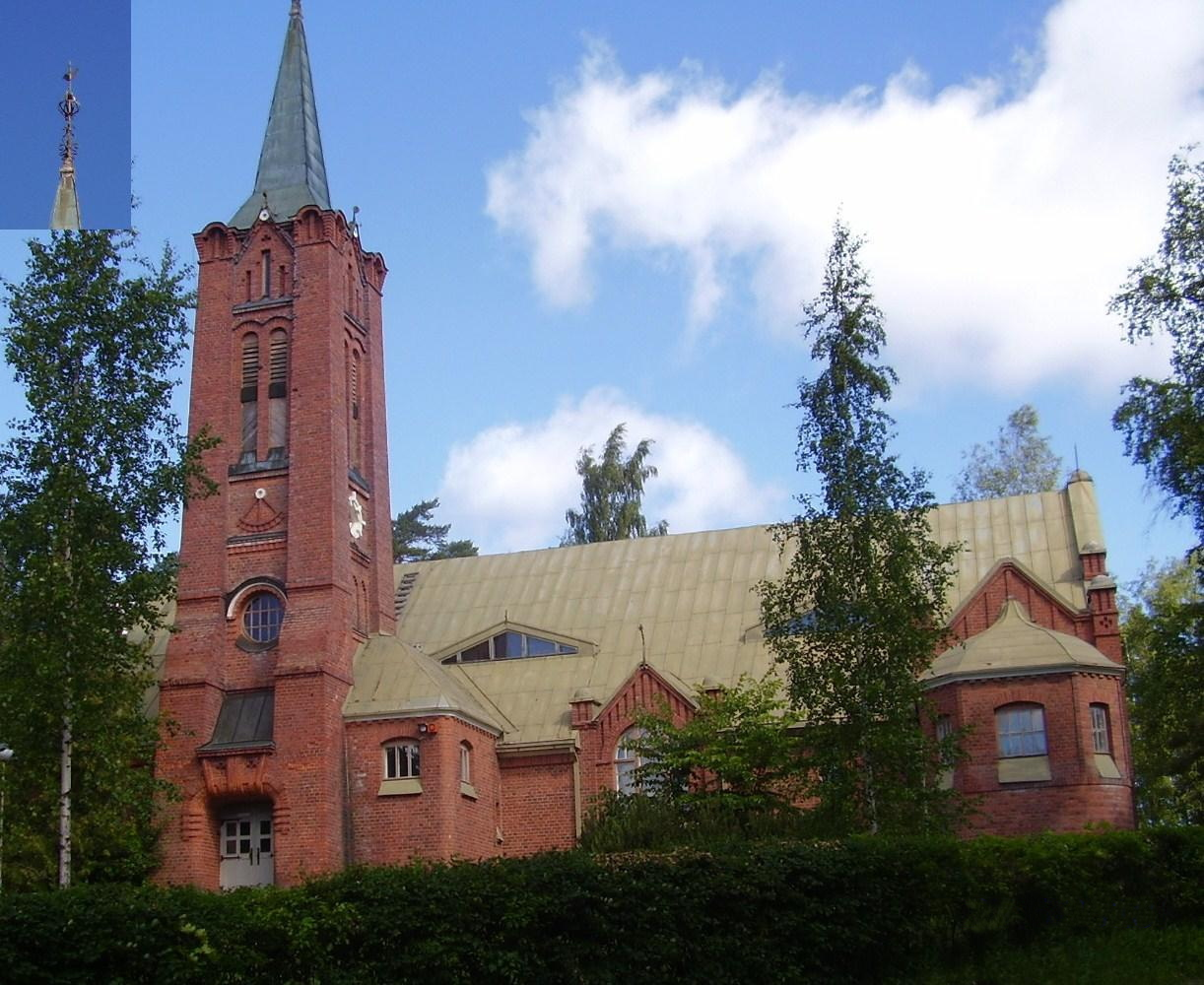
Церковь в Кюльмякоски
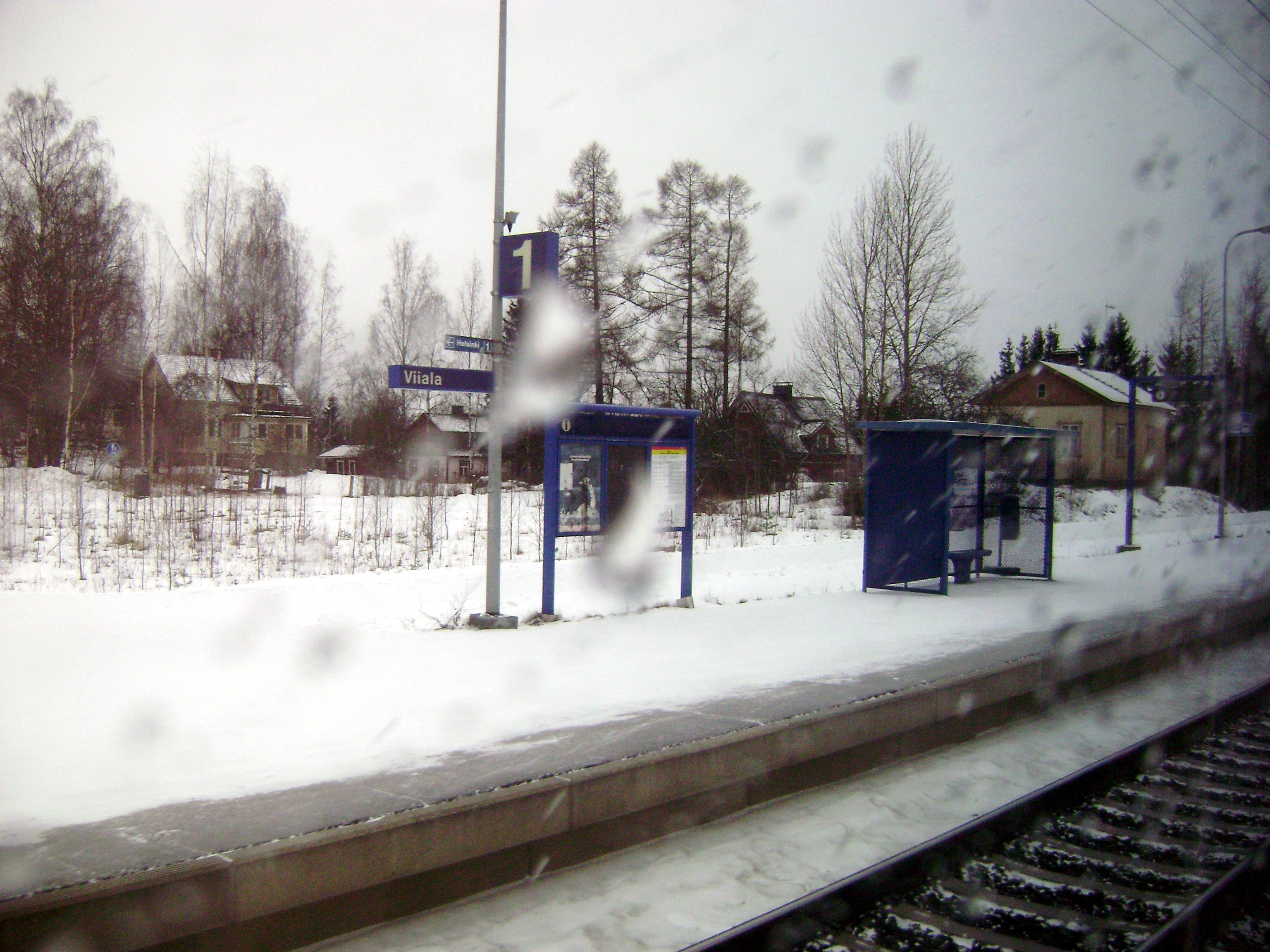
Железнодорожная станция Вийала